# Heidebodenstadion
Heidebodenstadion – stadion piłkarski w Parndorfie, w Austrii. Obiekt może pomieścić 3500 widzów. Swoje spotkania rozgrywają na nim piłkarze klubu SC-ESV Parndorf 1919.